# Копылов, Фёдор Иванович
Фёдор Иванович Копылов (1910, Бежица, Орловская губерния, Российская империя — декабрь 1979, Белгород, РСФСР) — советский руководитель органов государственной безопасности, председатель КГБ при Совете Министров Азербайджанской ССР (1956—1959).

## Биография
Член ВКП(б) с 1932 г. В 1931 г. окончил два курса Бежицкого машиностроительного института, в 1931—1932 гг. проходил обучение в Институте ускоренной подготовки при Ленинградском горном институте.
- июнь-ноябрь 1932 г. — инженер по механическому бурению геологоразведочной базы (Караганда),
- 1932—1934 гг. — в РККА,
- январь-март 1935 г. — технический инструктор машиностроительного завода «Красный Профинтерн» (Бежица Воронежской области),
- 1935—1937 гг. — инженер по механическому бурению Азово-Черноморского геологоразведочного треста,
- 1937—1939 гг. — технический руководитель, председатель Правления фабрики «20 лет Октября» (Ростов-на-Дону),
- 1939—1941 гг. — инструктор, заведующий топливно-энергетическим, промышленно-транспортным сектором отдела кадров Ростовского областного комитета ВКП(б).

C началом Великой Отечественной войны вновь призван в РККА. Ответственный секретарь партийного бюро 870-го отдельного глубинного артиллерийского полка, Южный фронт. В марте 1942 г. был ранен, находился на излечении в эвакогоспитале № 3262 (Кисловодск, Баку, Астрахань). С марта 1943 г. — заместитель начальника эвакогоспиталя № 2102 по политчасти (Сталинград), в апреле 1944 — ноябре 1945 г. — старший инструктор политического отдела распредэвакопункта № 31, 2-й, 3-й, 4-й Украинские фронты.
После демобилизации вернулся в Ростов-на-Дону на партийную работу:
- 1945—1947 гг. — контролёр при Комиссии партийного контроля при ЦК ВКП(б),
- 1947—1948 гг. — второй секретарь Сталинского районного комитета ВКП(б).

С сентября 1948 г. в органах госбезопасности:
- 1948—1949 гг. — заместитель начальника отдела кадров управления МГБ по Крымской области,
- 1949—1950 гг. — заместитель начальника отдела кадров управления МГБ по Ростовской области,
- 1950—1952 гг. — заместитель начальника управления МГБ по Курской области по кадрам,
- апрель-октябрь 1952 г. — заместитель начальника управления МГБ по Курской области,
- 1952—1953 гг. — начальник управления МГБ по Курской области,
- 1953—1954 гг. — начальник управления МВД по Курской области,
- 1954—1956 гг. — начальник управления КГБ по Курской области,
- 1956—1959 гг. — председатель КГБ при Совете Министров Азербайджанской ССР,
- 1959—1965 гг. — заместитель начальника управления КГБ по Белгородской области.

Депутат Верховного Совета СССР 4-го созыва.
С мая 1965 г. — на пенсии.
Проживал в Белгороде. С февраля 1966 г. работал инженером отдела техники безопасности котлостроительного завода, с марта 1966 г. — заместитель управляющего облдорстройтреста, с января 1973 г. начальник технического отдела, заместитель начальника областного производственного управления строительства и эксплуатации автодорог. С марта 1973 г. не работал, с ноября 1977 г. — инженер областного производственного управления строительства и эксплуатации автодорог.
Имел воинское звание «полковник» (1952).

## Награды и звания
Награждён орденами Отечественной войны II степени (1945), Красной Звезды (1945), 13 медалями.